# Rhinolophus paradoxolophus
Rhinolophus paradoxolophus е вид бозайник от семейство Подковоносови (Rhinolophidae).

## Разпространение
Видът е разпространен във Виетнам, Китай, Лаос и Тайланд.